# الحكومة العراقية
يشير مصطلح الحكومة العراقية إلى السلطة التنفيذية في العراق والمتمثل في مجلس وزراء العراق.

## تشكيلات الحكومة العراقية منذ 2003
- الحكومة العراقية المؤقتة
- الحكومة العراقية الانتقالية
- حكومة نوري المالكي الأولى
- حكومة نوري المالكي الثانية
- حكومة حيدر العبادي
- حكومة عادل عبد المهدي
- حكومة مصطفى الكاظمي
- حكومة محمد شياع السوداني